# Clashmore
Clashmore (iriska: Clais Mhór) är en ort i republiken Irland.   Den ligger i grevskapet Waterford och provinsen Munster, i den södra delen av landet, 180 km sydväst om huvudstaden Dublin. Clashmore ligger 41 meter över havet och antalet invånare är 252.
Terrängen runt Clashmore är lite kuperad. Närmaste större samhälle är Youghal, 6,3 km söder om Clashmore. Trakten runt Clashmore består i huvudsak av gräsmarker.